# HZ 2044
HŽ 2044 är en serie av diesel-elektriska lok byggda av amerikanska Electro-Motive Diesel år 1981. 
De tillhör HŽ och drar både persontåg och godståg. Förutom i Kroatien finns liknande lok i bland annat Turkiet och Serbien. Maxhastighet är 124 km/h. Innan splittringen av Jugoslavien hade loket litterat JŽ-645. 35 stycken lok levererades till Jugoslovenske Železnice (Jugoslaviska järnvägarna) och 2009 fanns 23 stycken hos HŽ.